# Мадам Сан-Жен (фильм, 1900)
«Мадам Сан-Жен» — фильм Клемента Мориса по пьесе Викторьена Сарду. Один из первых фильмов с синхронизированной звуковой дорожкой, записанной на цилиндр фонографа. Премьера состоялась во Франции в 1900 году. Не сохранился.

## В ролях
- Габриэлль Режан — мадам Сан-Жен

## Интересные факты
- Это самая ранняя экранизация о пьесе «Мадам Сан-Жен». Самая ранняя сохранившаяся экранизация — немой одноимённый фильм 1912 года с той же актрисой в роли мадам Сан-Жен.